# Икарус оркан
Икарус оркан је био лаки јуришни бомбардер чији је прототип полетео 1940. године у Краљевини Југославији. Конструктори су били Сава Момчиловић и Душан Радојковић.

## Пројектовање и развој
Икарус оркан је настао као приватни пројект двојице младих конструктора Сава Момчиловић и Душан Радојковић. Они су покушали да остваре лаки двомоторни бомбардер. До краја 1937. године, завршили су највећи део прототипске документације, а дрвени модел је испитан почетком 1938. у аеротунелу у Паризу. Команда југословенске авијације је била заинтересована да овај авион буде укључен у конкуренцију за новог југословенског средњег двомоторног бомбардера, па је израду прототипа понудила фабрици Икарус АД из Земуна.
Уговор за израду прототипа потписан је на 14. марта 1938. године, а извођачи су били Команда ваздухопловства и „Икарус АД“. Прототип је морао да буде испоручен до 14. јуна 1939. године. Икарус се обавезао да обезбеди моторе и наоружање за авион. Првобитно је планирано да мотори буду Хиспано Суиза 14АБ снаге 552 kW због своје компактности. У току израде прототипа почео је Други светски рат што је проузроковало додатне проблеме. Француска је забранила извоз ратног материјала тако да је мотор Хиспано Суиза 14АБ у консултацијама са командом ваздухопловства заменен мотором Фијат А-74РЦ 38, снаге 627 KW. Ово је захтевало измену у конструкцији авиона и додатне прорачуне осталих параметара, што се одразило и на промену рока завршетка прототипа авиона. Оркан је завршен у априлу 1940. године, а први лет је планиран да буде у истом месецу. Међутим, због додатног дотеривања пробни лет је направљен на земунском аеродрому 24. јуна 1940. године а извршио га је капетан Душан Милојевић. При слетању авион је оштећен, па је његова поправка због ратних дешавања у Европи потрајала дуже, тако да је авион оспособљен за поновно испитивање тек марта 1941. Поновно испитивање авиона је почело 19. марта 1941. године, када је пробни пилот „Икаруса“ Василије Стојановић наставио са серијом успешних летова и до 5. априла је направљено 13 летова.
Авион је показао добре резултате, то јест испунио је очекивања постављена пројектним захтевима. Имао добру стабилност у лету. На 2/3 снаге, лако је достигао брзину од 400 km/h што указује да би се такође врло лако могла достићи израчуната максимална брзина од 545 km/h. Иако испитивање авиона није завршено због избијања Априлског рата, по својим општим карактеристикама Оркан је био далеко бољи авион од италијанског Бреда 88 и америчког Кертиса 18.
У току Априлског рата Оркан је оштећен и заробљен, па је септембра 1941. године, укрцан на воз и транспортован за Немачку ради испитивања. Даља судбина овог авиона остала је непозната.

### Технички опис авиона Икарус оркан
Авион је био висококрилац веома чисте аеродинамичке линије, елиптичног трупа и потпуно металне конструкције. Крило је имало аеропрофил NACA 23012 са дебљином у корену 12% и на крају 6%. На крилима су била постављена два радијална мотора са ваздушним хлађењем Фијат А-74РЦ 38, снаге 627 KW. Предњи део трупа је био покривен плексигласом и пилот је имао веома добру видљивост. Првобитно је планирано да цео нос буде израђен од плексигласа, али у каснијој фази израде прототипа напуштена је ова идеја, па су доњи и бочни делови носа прекривени металним лимовима. Труп је био монокок конструкције. Имао је два вертикална стабилизатора.
Електро опрема и инструменти авиона су били савремени, и произвели су их домаћи произвођачи „Микрон“ и „Телеоптик“. Сви инструменти су били опремљени светлосним и звучним сигналом, а то је у великој мери ослобађало пилота обавезе да их стално контролише, у току лету, а посебно не за време борбе. „Телеоптик“ је направио опрему за контролу уређаја за слетање, који је могао пилоту да пружи податке о положају закрилаца и стајних органа. Поред тога, „оркан“ је имао интерни систем за комуникацију посаде, кисеонички систем Телеоптик М-38 и фото митраљез. Телеоптик је такође направио електрохидроулички погон задњег топа са електро окидањем.
Француски произвођач „Месје“ (фр. Messier) је произвео, по југословенским тактичко техничким захтевима, комплетну опрему, хидраулику и стајне органе. Хидраулички систем авиона је покретао стајне органе, шкрге за хлађење мотора, врата простора за бомбе и закрилца.
Главне ноге стајних органа су се увлачиле у моторске гондоле. Точкови авиона су били опремљени гумама ниског притиска, што му је омогућавало да полеће и слеће са травнатих стаза.

## Наоружање
Основно бомбардерско наоружање авиона, биле су слободно падајуће бомбе. Могао је понети четири бомбе од 106kg. Предвиђено је да авион буде наоружан са два предња топа и једним задњим калибра 20 mm и са три митраљеза калибра 7,92 mm.
| Наоружање авиона: Икарус Оркан |                                                                   |
| Ватрено (стрељачко) наоружање  |                                                                   |
| Топ                            |                                                                   |
| Број и ознака топа             | 2 х Хиспано-Суиза тип 404 (напред) и 1 х Оерликон тип ФФ (позади) |
| Калибар                        | 20                                                                |
| Митраљез                       |                                                                   |
| Број и ознака митраљеза        | 2 х (предњи митраљези) и 1 х (репни митраљез)                     |
| Калибар                        | 7,92                                                              |
| Бомбардерско наоружање (бомбе) |                                                                   |
| Класичне авио бомбе            | слободно падајуће авио бомбе 4 х 106;                             |
| Укупна маса                    | 425                                                               |
| Број тачака за подвешавање     | 4                                                                 |
| Ракетно наоружање (ракете)     |                                                                   |

## Особине
- Мотор: 2 x Фијат А-74 РЦ.38 по 840 КС
- Посада: 2-3
- Распон крила: 13,25 m
- Дужина: 10,00 m
- Висина: 3,20 m
- Површина крила: 26,00 m²
- Нормална полетна тежина: 4.500 kg
- Максимална брзина: 550 km/h
- Максимална висина лета: 11.000 m
- Долет: 1200 km
- Наоружање: 1 x 20 mm топ (60 метака), 1 x 12,7 mm митраљез (250 метака), 3 x 7.92 mm митраљези (по 250 метака), бомбе до 400

## Земље које су користиле овај авион
| - Југославија: |